# Henry Phillips
Henry F. Phillips född 1890 i Portland, Oregon död 1958, var en amerikansk affärsman och uppfinnare. 
Phillips fick 1934 patent på en skruvmejsel med skarp, korsformad spets (stjärnskruvmejseln). Patentet på den mer trubbiga variant som i dag går under namnet phillipsskruvmejsel fick han 1936. För att marknadsföra sina uppfinningar grundade han ett innovationsföretag i Wakefield, Massachusetts som bearbetade American Screw Company att ta upp tillverkningen av hans skruvar. Redan 1936 lyckades han få General Motors att använda den nya phillipsskruven vid tillverkningen av Cadillac. Flygindustrin följde snart efter, och det första flygplan som använde phillipsskruv blev Lockheed 12 Electra Junior. 